# Busigny
Busigny is een gemeente in het Franse Noorderdepartement (Frans: département du Nord) (regio Hauts-de-France). De plaats maakt deel uit van het arrondissement Cambrai. De gemeente telde 2.437 inwoners op 1 januari 2022.

## Geografie
De oppervlakte van Busigny bedroeg op 1 januari 2022 16,47 vierkante kilometer; de bevolkingsdichtheid was toen 148 inwoners per km².

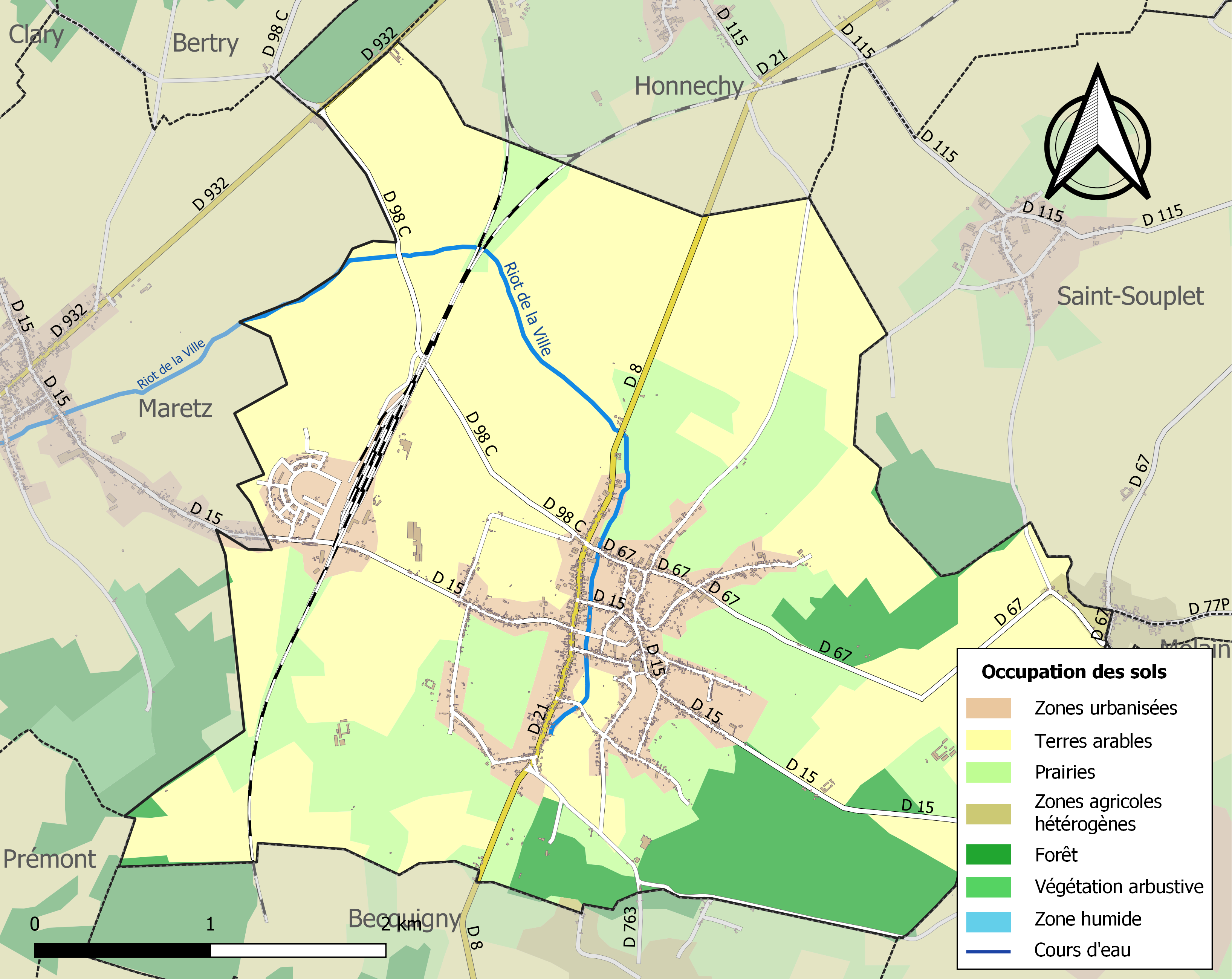
Kaart van de gemeente met belangrijkste infrastructuur, bodemgebruik en omliggende gemeenten

## Verkeer en vervoer
In de gemeente ligt het spoorwegstation Busigny.

## Demografie
Onderstaande figuur toont het verloop van het inwonertal (bron: INSEE-tellingen).